# Velika loža "Sloga"
Velika slobodnozidarska loža "Sloga" (njem. Großen Freimaurerloge "Zur Eintracht") bila je jedna od osam regularnih slobodnozidarskih velikih loža koje su djelovale u Njemačkoj (Njemačko Carstvo i Weimarska Republika) do 1935. godine. Osnovana je 1844., a 1933. godine bila je prisiljena prekinuti svoj rad pod pritiskom nacističkog režima. Najveći broj članova imala je 1932. godine, kada je okupljala oko 900 članova unutar 10 loža. Nakon Drugog svjetskog rata Velika loža nije obnovljena, a nekoliko preostalih loža postale su 1949. godine osnivačice Ujedinjene velike lože Njemačke.

## Povijest
Ova kršćanski orijentirana njemačka velika loža osnovana je 1. prosinca 1844. godine u Darmstadtu. Nastala je odvajanjem triju loža koje su prethodno pripadale Eklektskom savezu slobodnog zidarstva: "Ivan Evanđelist za jedinstvo" (Loge Johannes der Evangelist zur Eintracht) iz Darmstadta, "Prijatelji za jedinstvo" (Loge Freunde zur Eintracht) iz Mainza i "Karlo kod izlazećeg svjetla" (Loge Karl zum aufgehenden Lichte) iz Frankfurta na Majni. Te su se lože odlučile odvojiti nakon što je Savez 1832. godine napustio svoja izvorna kršćanska načela. Loža "Karlo" zbog ustrajanja na kršćanskom pristupu bila je isključena iz Saveza 2. srpnja 1844.
U svojim temeljnim dokumentima nova je velika loža izrazila bliskost sa staropruskim velikim ložama. Unatoč pregovorima o pridruživanju Velikoj državnoj loži, koje su se vodile s njezinim meštrom Reda, grofom Wilhelmom von Donnersmarckom, dogovor nije postignut.
U statutu ove velike lože navodi se njezin osnovni cilj:
Prilikom osnivanja, lože su se dogovorile da će obrađivati isključivo prva tri stupnja i odreći se visokih stupnjeva, iako je Loža "Karlo" imala vlastitu škotsku ložu u kojoj se obrađivao i četvrti stupanj. Za prvog velikog majstora izabran je viši sudac žalbenog suda Johann Friedrich Lotheisen.
Dana 27. veljače 1846. Velika loža "Sloga" dobila je službeno pokroviteljstvo velikog vojvode Ludwiga II. od Hessena. Tijekom revolucije 1848. rad Velike lože bio je privremeno obustavljen na godinu dana.
Dana 13. siječnja 1859. veliki vojvoda Ludwig III. izdao je naredbu kojom se eklektske lože u Giessenu, Offenbachu, Wormsu i Alzeyju moraju priključiti Velikoj loži "Sloga". Iako su lože formalno prihvatile ovu naredbu, ubrzo su nastali problemi jer one nisu pripadale kršćanskoj struji slobodnog zidarstva i odbile su promijeniti svoja načela.
Konačno, 12. listopada 1873. godine uvedena je novi konstitucija koja je Veliku ložu "Sloga" praktički pretvorila u humanističku veliku ložu, odnosno onima koje su bile religijski neutralne i nisu zahtijevale obveznu vjeru u Vrhovno biće. Time je napustila izvorno kršćansko usmjerenje.
Kroz svoju povijest ova je Velika loža bila poznata i po pokušajima stvaranja zajedničke "središnje uprave" za sve njemačke velike lože.
Pretpostavlja se da je, pod pritiskom nacističkih vlasti, loža bila raspuštena već 1933. godine.
U lipnju 1949. godine sedam loža koje su radile pod okriljem Velike lože "Sloga" sudjelovalo je u osnivanju Ujedinjene velike lože Njemačke.